# Кромово
Кромово — село в составе Нивнянского сельского поселения, Суражский район Брянская область.

## География
Находится в северо-западной части Брянской области на расстоянии приблизительно 24 км на север-северо-восток по прямой от районного центра города Сураж.

## История
Основано Есимонтовскими в 1700-х годах, позднее переходит к Лишням. Со второй половины XVIII века действовала Успенская церковь (ныне восстановлена). До 1781 года входило в Мглинскую сотню Стародубского полка.
В 1892 году здесь (село Мглинского уезда Черниговской губернии) учтено было 67 дворов.

## Население
Численность населения: 446 человек в 1892 году, 146 человек (русские 100 %) в 2002 году, 76 в 2010 году.